# Wasser-Affe
Der Wasser-Affe (Renshen, chinesisch 壬申, Pinyin rénshēn) ist das 9. Jahr des chinesischen Kalenders (siehe Tabelle 天支 60-Jahre-Zyklus). Es ist ein Begriff aus dem Bereich der chinesischen Astrologie und bezeichnet diejenigen Mondjahre, die durch eine Verbindung des neunten Himmelsstammes (壬,  rén, Element Wasser und Yáng) mit dem neunten Erdzweig (申,  shēn), symbolisiert durch den Affen (猴,  hóu), charakterisiert sind.
Nach dem chinesischen Kalender tritt eine solche Verbindung alle 60 Jahre ein. Das letzte Wasser-Affe-Jahr begann 1992 und dauerte wegen der Abweichung des chinesischen vom gregorianischen Kalenderjahr vom 4. Februar 1992 bis 22. Januar 1993.

## Wasser-Affe-Jahr
Im chinesischen Kalenderzyklus ist das Jahr des Wasser-Affen 壬申rénshēn das 9. Jahr (am Beginn des Jahres: Metall-Schaf 辛未 xīnwèi 8).
| Liste der Wasser-Affe-Jahre des 60-Jahres-Zyklus (Ende des Zyklus – bei Zählung vom 1. Regierungsjahr Huángdì) (Beginn des Zyklus – bei Zählung vom 61. Regierungsjahr Huángdì)            |              |              |              |              |              |              |              |              |              |              |
| Zykl. | 0            | 1            | 2            | 3            | 4            | 5            | 6            | 7            | 8            | 9            |
| 0 | 2689 v. Chr. | 2629 v. Chr. | 2569 v. Chr. | 2509 v. Chr. | 2449 v. Chr. | 2389 v. Chr. | 2329 v. Chr. | 2269 v. Chr. | 2209 v. Chr. | 2149 v. Chr. |
| 10 | 2089 v. Chr. | 2029 v. Chr. | 1969 v. Chr. | 1909 v. Chr. | 1849 v. Chr. | 1789 v. Chr. | 1729 v. Chr. | 1669 v. Chr. | 1609 v. Chr. | 1549 v. Chr. |
| 20 | 1489 v. Chr. | 1429 v. Chr. | 1369 v. Chr. | 1309 v. Chr. | 1249 v. Chr. | 1189 v. Chr. | 1129 v. Chr. | 1069 v. Chr. | 1009 v. Chr. | 949 v. Chr.  |
| 30 | 889 v. Chr.  | 829 v. Chr.  | 769 v. Chr.  | 709 v. Chr.  | 649 v. Chr.  | 589 v. Chr.  | 529 v. Chr.  | 469 v. Chr.  | 409 v. Chr.  | 349 v. Chr.  |
| 40 | 289 v. Chr.  | 229 v. Chr.  | 169 v. Chr.  | 109 v. Chr.  | 49 v. Chr.   | 12           | 72           | 132          | 192          | 252          |
| 50 | 312          | 372          | 432          | 492          | 552          | 612          | 672          | 732          | 792          | 852          |
| 60 | 912          | 972          | 1032         | 1092         | 1152         | 1212         | 1272         | 1332         | 1392         | 1452         |
| 70 | 1512         | 1572         | 1632         | 1692         | 1752         | 1812         | 1872         | 1932         | 1992         | 2052         |
| 80 | 2112         | 2172         | 2232         | 2292         | 2352         | 2412         | 2472         | 2532         | 2592         | 2652         |
| Hinweis: Die laufende Nr. des Zyklus ergibt sich aus der Zeilen-Nr. addiert mit der Spalten-Nr. Beispiel: Das Wasser-Affe-Jahr des 35. Zyklus (Zeile 30 + Spalte 5) entspricht 589 v. Chr. |              |              |              |              |              |              |              |              |              |              |